# Мансуровы
Мансу́ровы — древний русский дворянский род татарского происхождения.
При подаче документов (22 мая 1686) для внесения рода в Бархатную книгу была предоставлена родословная роспись Мансуровых и семь грамот различным представителям рода (1569-1611).
Род внесён в VI часть родословной книги Калужской, Курской и Московской губерний
В Боярских книгах писаны: Курмагазин-Мансуровы и Тинбаевы-Мансуровы:
- Князь Курмагазин-Мансуров - стольник (1680).
- Князь Тинбаев-Мансуров Матвей Хан-Канбулатов - стольник (1680).

Существует ещё другая дворянская фамилия Мансуровых (по Донской области) — потомство есаула Якова Фёдоровича Мансурова (1780).

## Происхождение и история рода
Происходит, по родословной сказке, от татарина Амедотея (Аливтея) Шигильдеевича Мансурова, якобы выехавшего из Орды (1328-1340) при Иоанне Калите и получившего в крещении имя Борис.
По документам история рода прослеживается с XVI века, когда Андрей Владимирович Мансуров (ум. 1551) был постельничим. Сын боярский Леонтий Владимирович участник осады Казани (1550). Иван Яковлевич наместник московской трети (1569), 3-й московский наместник (1577), первый русский воевода в Сибири с войском и пушками, построил и укрепил в Сибири первый русский острог (1585). Опричником Ивана Грозного числился Яков Давыдович Мансуров (1573). Никифор Мансуров вотчинник в Хотунской волости Московского уезда и имел поместья в Бежецкой пятине (1574). Микинфей Никифоров помещик села Присельское и Каменское, деревни Ермаковское с пустошами в Калужском уезде (1581-1593), деревни Глискино, Погорелка и Курган с пустошами в Верховском стане в Бежецком Верхе (1610), дворцовых деревень Ильинское, Шунково, Алябьицыно с пустошами в Шаховской волости Ярославского уезда (1611). Фёдор Степанович Мансуров-Овчина послан царём в Литву (1575). Воевода Пётр Иванович (ум. 1633) ездил послом в Цареград (1615-1617), потом служил вторым воеводой в Казани. Михаил Борисович при царе Алексее Михайловиче посол в Стокгольме. Пётр Александрович убит при взятии Очакова, когда первым взошёл на вал (06 декабря 1788)..
Оренбургские
Одним из самых богатых землевладельцев Оренбургской губернии был генерал-поручик Павел Дмитриевич Мансуров (1726-1801), получивший от Екатерины II обширные наделы за подавление Пугачёвского восстания.
- Его сын Александр Павлович, отличив себя во время Швейцарского похода Суворова, дослужился до того же чина, что и отец. Рано осиротевшая его дочь Софья стала женой оренбургского доктора Эдуарда Эверсмана.

Петербургские
В обеих столицах, Москве и Санкт-Петербурге, наиболее известна была следующая ветвь рода Мансуровых:
- Александр Яковлевич Мансуров, обер-комендант в Казани.
  - Мансурова, Екатерина Александровна, жена князя И. Д. Трубецкого, устроила брак родителей Льва Толстого.
  - Мансуров, Павел Александрович (1756—1834) — сенатор (1823)[8].
    - Мансуров, Александр Павлович (1788—1880) — посланник в Ганновере и Гааге (1857—1866).
    - Мансуров, Александр Михайлович (1800—1825) — поэт и переводчик

  - Мансуров, Борис Александрович (ум. 1814) — казанский губернатор (1805—1814).
    - Мансуров, Павел Борисович (1794—1881) — член общества «Зелёная лампа», знакомый А. С. Пушкина
      - Мансуров, Николай Павлович (1830—1911) — самарский губернатор (1863—1865).
      - Мансуров, Борис Павлович (1828—1910) — активный участник создания «Русской Палестины».
        - Мансуров, Павел Борисович (1860—1932) — дипломат, директор Московского главного архива иностранных дел.
          - Мансуров, Сергей Павлович (1890—1929) — священник, историк церкви.

Калужские
В Малоярославецком уезде гвардии прапорщик Фёдор Иванович Мансуров (1748—1815) отстроил родовую усадьбу Мансурово, или Дубровка, которая в начале XX века принадлежала графу Илье Львовичу Толстому. С 2008 года родовое гнездо калужских Мансуровых — филиал музея «Ясная Поляна».
Рязанские
Мансуров, Николай Александрович  (1870—1918) — касимовский уездный предводитель дворянства, член IV Государственной думы от Рязанской губернии, земский врач. Расстрелян без суда ВЧК.

## Известные представители
- Мансуров Василий Парфеньевич — стольник патриарха Филарета (1629), московский дворянин (1636–1640).
- Мансуров Тимофей Парфеньевич — стряпчий с платьем (1627–1640).
- Мансуров Пётр Иванович — московский дворянин (1627–1636), воевода в Вятке (1625–1626), в Казани (1632–1634).
- Мансуров Михаил Борисович — стряпчий (1636–1658), московский дворянин (1668–1677).
- Мансуров Фёдор Иванович — московский дворянин (1676–1677).
- Мансуров Михаил Андреевич — стольник царицы Евдокии Фёдоровны (1692).
- Мансуровы: Никита, Данила и Василий Алексеевичи, Андрей Тимофеевич, Алексей Васильевич — стольники (1692)
- Мансуров Александр Николаевич — участник Итальянского похода Суворова.
- Мансуров Александр Павлович — участник Хивинского похода В.А. Перовского.
- Мансуров Александр Павлович — посланник в Ганновер и Гаагу.
- Мансуров Иван Дмитриевич — убит при Цорндорфе в Пруссии.
- Мансуровы Борис и Николай Павловичи — члены Государственного совета[4][7][11].
- Мансуров Николай Александрович — член IV Государственной Думы, предводитель дворянства в Касимове, земский врач (1870—1918)